# V509 Возничего
V509 Возничего (лат. V509 Aurigae) — одиночная переменная звезда в созвездии Возничего на расстоянии (вычисленном из значения параллакса) приблизительно 9457 световых лет (около 2899 парсеков) от Солнца. Видимая звёздная величина звезды — от +14m до +12,6m.

## Характеристики
V509 Возничего — красная пульсирующая медленная неправильная переменная звезда (LB:) спектрального класса M. Эффективная температура — около 3291 K.